# Hippomane mancinella
Mancenillier
Espèce
Classification phylogénétique
Hippomane mancinella, le mancenillier, aussi appelé médecinier aux Saintes, est une espèce de plantes à fleurs de la famille des Euphorbiaceae. C'est un petit arbre très toxique qui pousse dans les régions équatoriales d'Amérique, dans des sols secs et sableux.

## Nomenclature, étymologie
En 1753, Linné a donné la première description « normée » de l’espèce sous le nom de Hippomane mancinella dans Species Plantarum 2: 1191. Il renvoie à la description et aux illustrations antérieures de Charles Plumier (1646-1704), qu'il a faite sous le nom de Mançanilla. Après plusieurs voyages aux Antilles, il devint un spécialiste de la flore antillaise.
Le nom de genre Hippomane vient du grec ιππομανές – hippomanes, synonyme de κάππαρις – kapparis (Dioscoride, 2, 173) renvoyant à Capparis spinosa L. (1753). Le terme grec ιππομανές – hippomanes est une composition des deux étymons grecs ίππος – hippos, « cheval » et μαίνω – mainô, « rendre fou, rendre furieux ». Soit ensemble « qui rend fou furieux les chevaux ». Le fruit ressemble à une petite pomme verte appétissante, et nombreux sont ceux qui ont essayé de la croquer et qui l'ont amèrement regretté car il contient un latex très toxique qui entraîne des brûlures intenses, un gonflement des lèvres et la tuméfaction de la langue.
L’épithète spécifique mancinella est dérivé de l’espagnol manzanilla « petite pomme » dérivé lui-même de manzana « pomme ». le mot est connu en français dès 1527 (mancaville), 1617 (mancenilier).
En français, le nom vernaculaire de « mancenillier » dérive de l'espagnol manzanilla qui signifie « petite pomme », en raison de la forme de son fruit. Les premiers conquistadors qui découvrirent cet arbre et sa toxicité le surnommèrent « arbre de la mort » (árbol de la muerte) et le fruit « petite pomme de la mort » (manzanilla de la muerte).

## Synonymes
Selon POWO, Hippomane mancinella possède deux synonymes hétérotypiques
- Hippomane dioica Rottb
- Mancinella veneta Tussac

## Description
Ce petit arbre, de 5 à 10 m de haut (jusqu'à 25 m en situation abritée), possède le port d'un poirier et une écorce gris clair assez lisse . Blessé, il produit un latex blanchâtre extrêmement toxique.

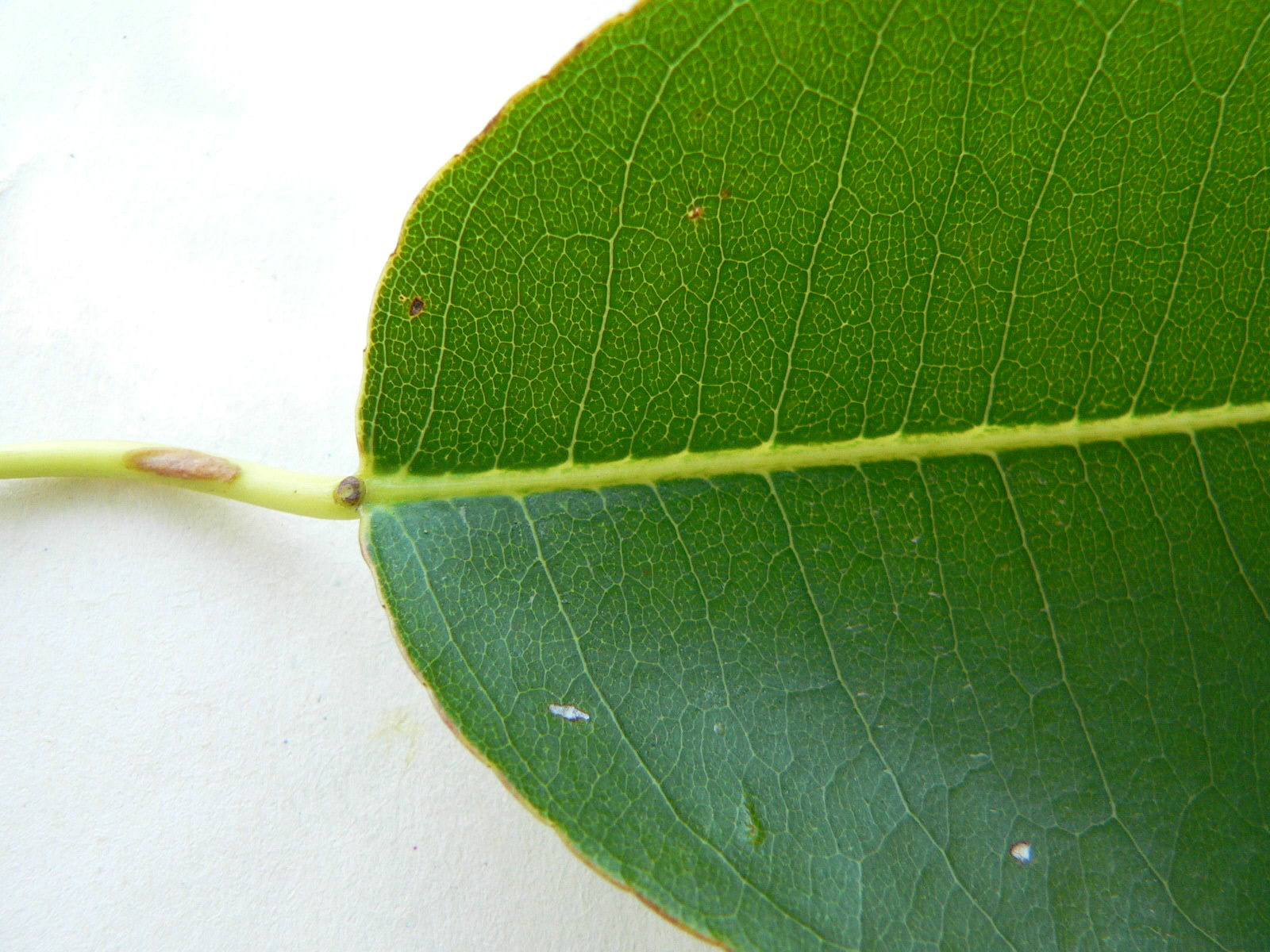
Pétiole avec glande.

Ses feuilles sont luisantes, ovales à elliptiques, à bords entiers, de 3 à 20 cm de long. Leur base est arrondie, tronquée à subcordée. Le pétiole de 5 à 12 cm porte une grosse glande rouge à l'apex.
C'est un arbre monoïque, portant sur un épi (de 4 à 15 cm) à la fois des fleurs mâles vers l'apex en groupe de 3 à 5 (en cymules, 10-30 fleurs) et des fleurs femelles globuleuses dans les aisselles des bractées inférieures.
La floraison a lieu en février-mars puis en aout à novembre.
Le fruit, la mancenille, est une drupe de 3 cm de diamètre ressemblant à une petite pomme verte. Ce fruit très toxique exhale pourtant une odeur agréable de citron et pomme reinette.

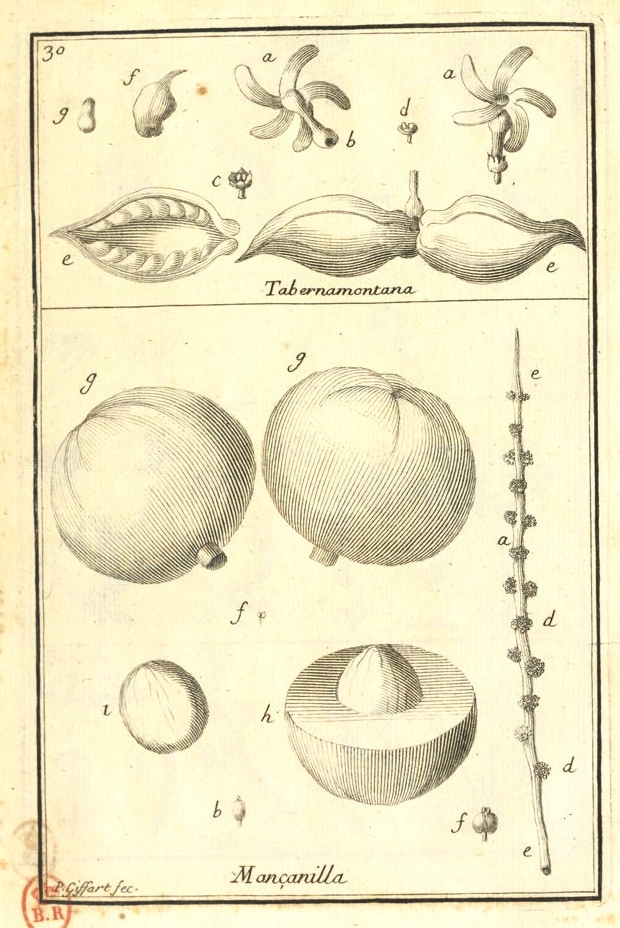
Planche de Charles Pumier.
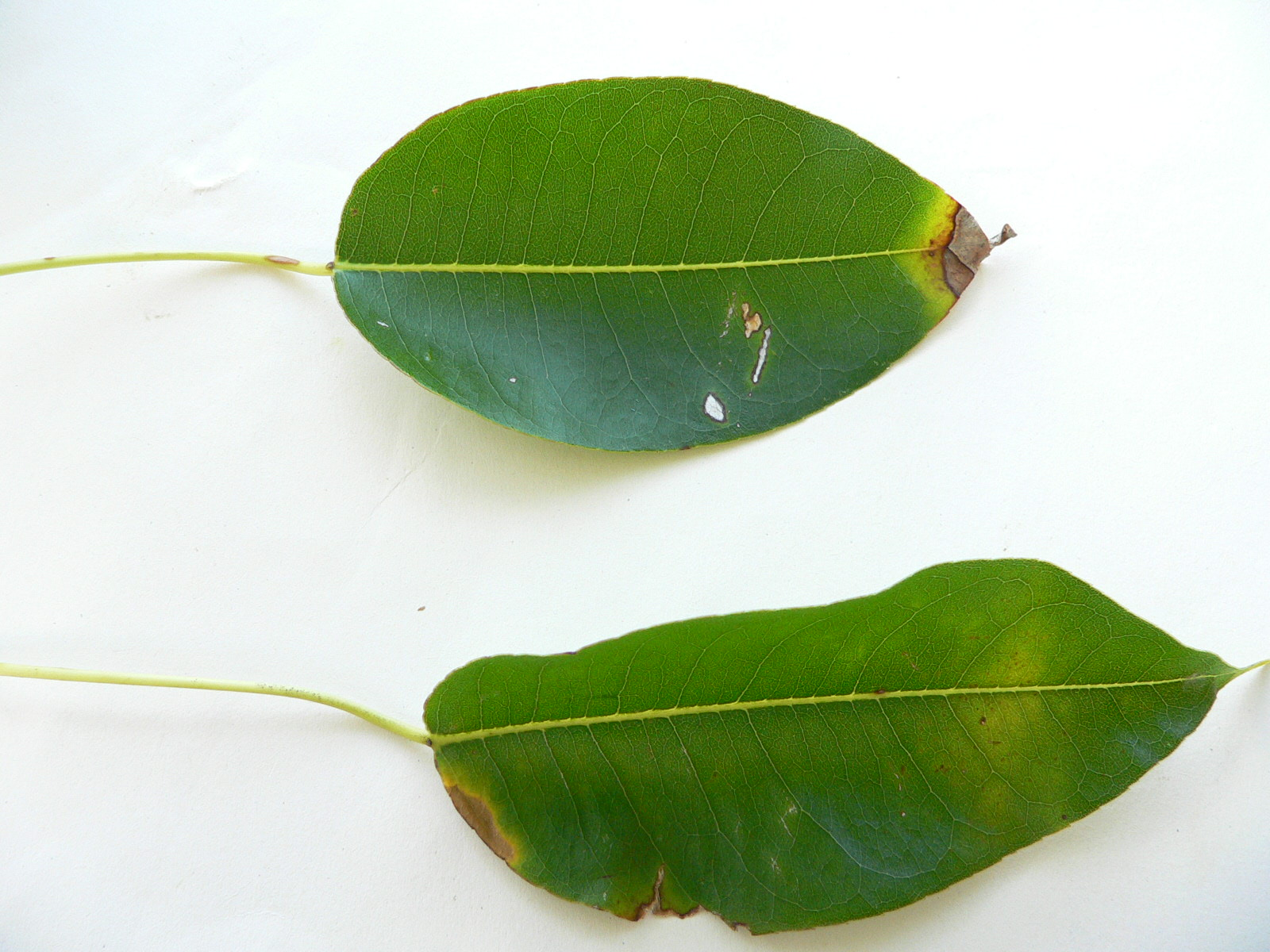
Deux feuilles de mancenillier, en Guadeloupe.
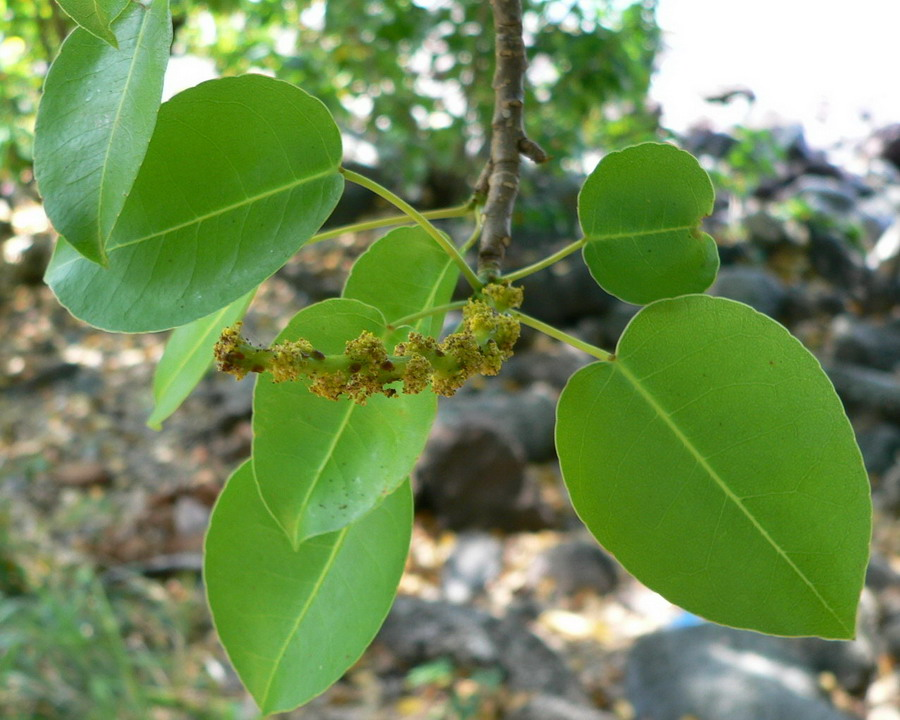
Feuilles et inflorescence, en Guadeloupe.
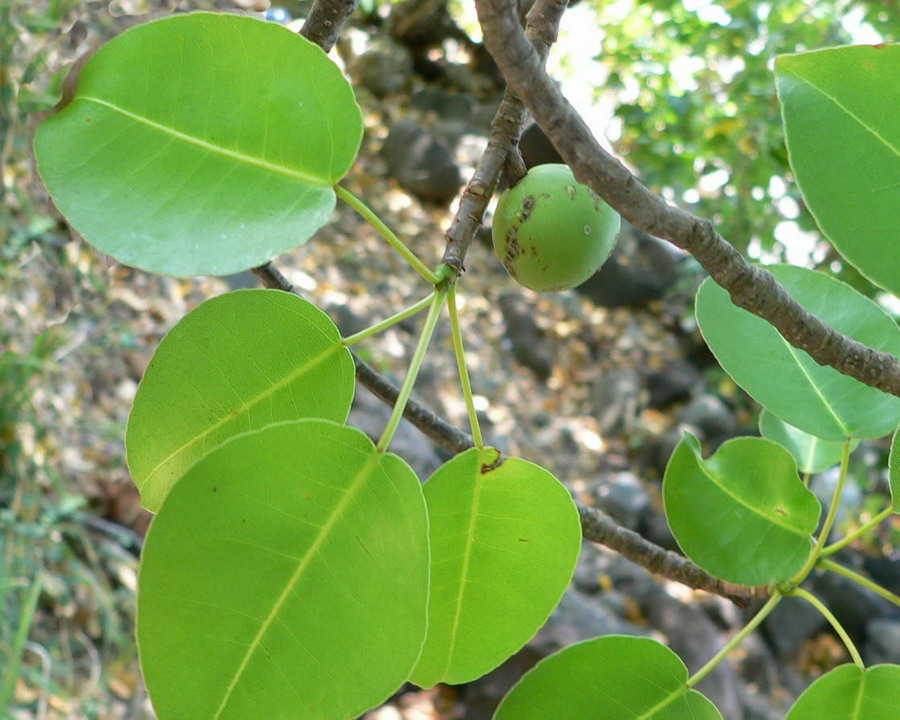
Fruit, en Guadeloupe.

## Écologie

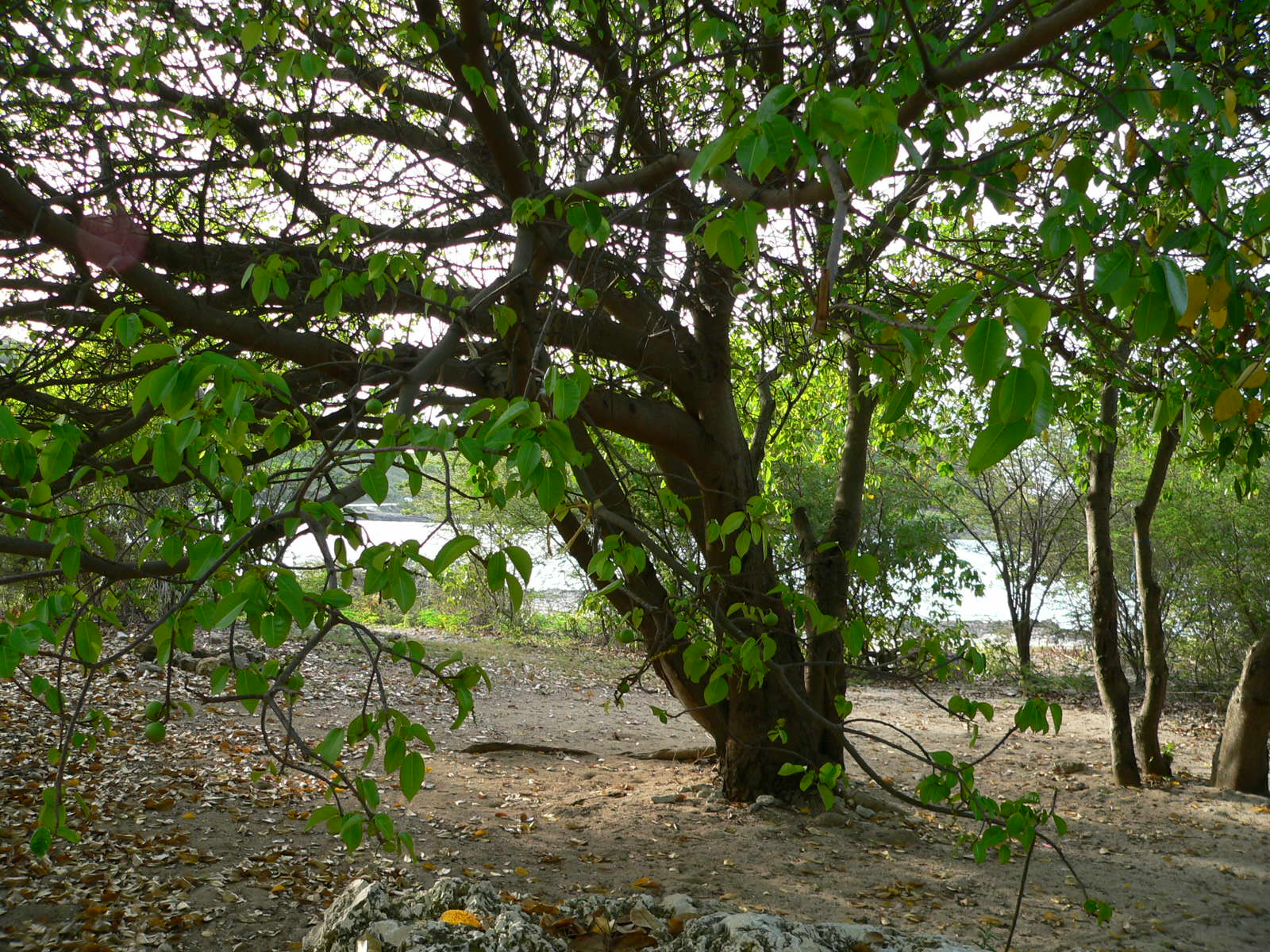
Port du mancenillier, en Guadeloupe.

Selon POWO, l’aire de répartition naturelle de cette espèce s’étend des Keys de la Floride aux Caraïbes, du Mexique au N. Venezuela, et aux Galápagos. Il est originaire des régions sèches et chaudes d'Amérique tropicale : Mexique, Floride, Amérique centrale, Antilles et Nord de l'Amérique du Sud. Dans l'Outre-mer français, on le retrouve communément en Martinique et en Guadeloupe.
Le mancenillier pousse sur le littoral sableux ; on le trouve donc généralement à proximité des plages.

## Composition chimique
Toutes les parties de l'arbre contiennent divers alcaloïdes comme la physostigmine et une sapogénine (en).
Les substances irritantes du latex sont des diterpènes de structure tigliane et daphnane, qui deviennent irritantes après estérification. Les structures daphnanes diterpèniques sont l'hippomane A et B. Ce sont les mêmes genres de facteurs irritants que l'on retrouve chez la Passerine hérissée ou dans l'huratoxine, extraite de Hura crepitans. De plus, ce sont des substances potentiellement cancérigènes.

## Toxicité

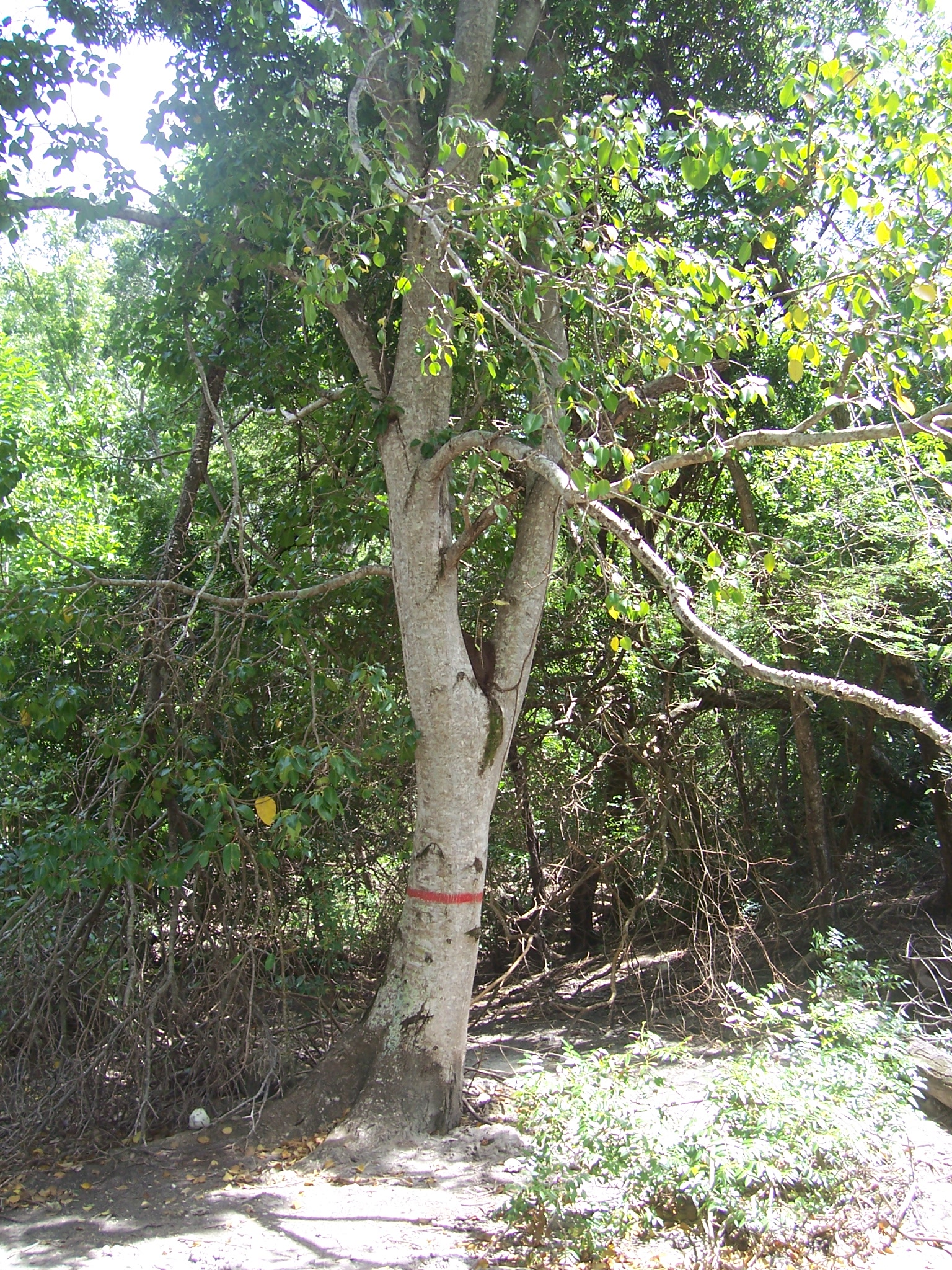
Mancenillier : aux Antilles, les arbres sont signalés par une marque rouge.

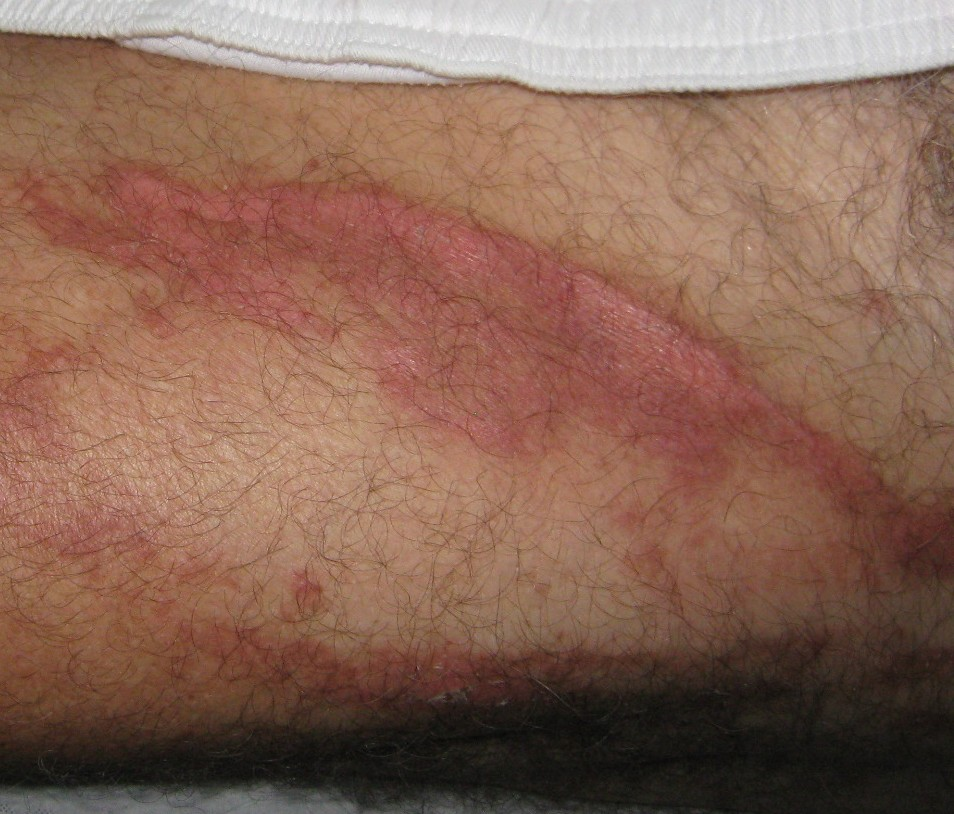
Brûlure occasionnée par un contact direct de la peau avec des feuilles de mancenillier.

Le latex de cette euphorbiacée est très toxique, il déclenche par simple contact avec la peau ou les muqueuses une réaction inflammatoire intense. Toutes les parties sont empoisonnées mais la quantité de latex peut varier suivant les saisons. Même le bois est toxique et les bûcherons qui abattent l'arbre et les menuisiers qui le travaillent doivent prendre de grandes précautions.
Le simple contact cutané avec les feuilles, le fruit ou la sève peut provoquer des dermatites bulleuses sévères, parfois purpuriques.
En général, les gens qui mordent dans la « pomme » la recrachent aussitôt en raison de son goût très âcre. Mais s'ils avalent la bouchée, les conséquences peuvent être très graves.
Mordre le fruit entraîne des brûlures intenses, un gonflement des lèvres, la tuméfaction de la langue qui se couvre de cloques. Toute la muqueuse de la cavité buccale se détache ensuite par larges plaques. Les œdèmes pharyngés peuvent nécessiter une trachéotomie. L'intoxication s'accompagne d'une chute de la tension artérielle et d'un choc. Les conséquences peuvent être fatales.
En cas de pluie, il convient de ne pas s'abriter sous l'arbre, car l'eau ruisselant des feuilles se charge d'éléments toxiques. C'est pourquoi il est conseillé de ne pas faire la sieste sous l'arbre,.
Enfin, si le pollen emporté par le vent se colle sur la peau, il peut aussi causer de douloureuses dermatites.
Des cas de conjonctivite ont été signalés pour des personnes s'étant assises sous l'arbre.

## Utilisations
Il constitue un excellent coupe-vent naturel, ses racines stabilisent le sable et permettent de prévenir l'érosion.
Il a été prétendu que les Caraïbes utilisaient le latex du mancenillier comme poison de flèche. Dans ses mémoires, Voyage aux Isles (1693-1705), le père dominicain Jean-Baptiste Labat affirme ainsi : « Ils font une fente dans l'écorce du mancenillier et y mettent le bout de leurs flèches et les y laissent jusqu'à ce qu'elles soient imbibées du lait épais, visqueux et empoisonné de ce mauvais arbre. Une fois sèches, ils les enveloppent dans une feuille de cachibou ou dans une gaine de palmiste ». Vigors Earle rejette pour sa part cette allégation.

## Dans la fiction
Dans le numéro du 20 novembre 1870 de La Patrie en Danger, Auguste Blanqui écrit : « Un peuple est ce que l'a fait son enseignement, et ne solde qu'avec la monnaie mise en circulation. Nourri d'absurde, il rend l'absurde, et lui demander autre chose, c'est exiger des pêches d'un mancenillier. »
Dans son livre Maurras et notre temps (1951), Henri Massis compare André Gide et Marcel Proust à des mancenilliers : « Quant à sa pensée, elle avait grandi à l'ombre de ces hautes colonnes, un Barrès, un Maurras, un Bergson, un Claudel, un Péguy — quand elle ne s'était pas couchée au pied de ces mancenilliers, un André Gide, un Marcel Proust — et sous ce prodigieux afflux, elle avait fini par tout mêler ensemble, par tout confondre et par s'y perdre ! »
Le mancenillier est évoqué dans le film La Forêt interdite de Nicholas Ray (1958) : un homme est mis à mort attaché à l'arbre.
Dans Top Secret (Blake Edwards, 1974) le personnage incarné par Omar Sharif déconseille à la femme qu'il aime de s'attarder sous les branches de l'arbre en cas de pluie à cause de son latex dangereux.
Dans le film Cayenne Palace (1987), L’Équateur, personnage joué par Jean Yanne, est tué en étant jeté sur un mancenillier.
Le mancenillier est évoqué dans le roman SAS aux Caraïbes (1967) : un jeune homme est torturé par l'utilisation de la sève acide de l'arbuste.
Dans l'opéra L'Africaine de Giacomo Meyerbeer, Selika, abandonnée par Vasco de Gama, se suicide en inhalant la fleur mortelle d'un mancenillier. L'opéra ne se passe pourtant pas dans un pays où pousse cet arbre.
Gustave Flaubert fait écrire à Rodolphe, le premier amant de Madame Bovary, dans sa lettre de rupture, « qu'il se reposait à l'ombre de ce bonheur idéal, comme à celle du mancenillier, sans prévoir les conséquences ». Plus loin, le pharmacien Homais, après l'empoisonnement d'Emma, voulant montrer son érudition, le cite dans une litanie de toxiques.
Le personnage d'Edison, dans L'Eve future (1886) de Villiers de l'Isle-Adam, compare la dangerosité de certaines femmes vénales — qui vont conduire leur proie au désespoir et parfois à la mort — à celle du mancenillier (qu'il considère à tort comme synonyme de l'upas) : « Son ombre, vous le savez, engourdit, enivre d'hallucinations fiévreuses et, si l'on s'attarde sous son influence, elle devient mortelle. »"
Julien Gracq y fait allusion dans au moins deux de ses ouvrages : Manuscrits de guerre : « Il y avait des lieux privilégiés, où il était, où il devait être bon de rester et de se tenir, - d'autres dont le nom à peine prononcé jetait de l'ombre, une ombre de mancenillier. » et Un balcon en forêt : « Tous les dix mètres, Grange se retournait, et jetait un coup d’œil soupçonneux dans l'épaisseur des bois vides : cette île de clair-obscur et de calme autour de lui devenait vénéneuse, comme l'ombre du mancenillier. »
Michel Leiris fait mention de « mancenilliers obscurs dont la sève est un dangereux grisou prêt aux plus horribles explosions ».
Jeff Lindsay, dans le roman Double Dexter évoque assez longuement la toxicité de l'arbre, ainsi que ces usages par certains peuples indigènes des Caraïbes, lors de supplices. Le personnage de Dexter Morgan est évidemment intéressé par les propriétés morbides de cette plante, qui sont évoquées à de jeunes scouts, lors d'une excursion à laquelle il participe.
Hervé Guibert dans son ouvrage Paradis dont l'intrigue se déroule principalement à la Martinique évoque également la menace du mancenillier qui devient un élément obsédant du livre.
La sève de mancenillier est utilisée comme méthode pour tuer l'une des victimes dans le téléfilm policier Meurtres à Marie-Galante.
Dans la série Astrid et Raphaëlle, une victime est retrouvée brûlée par la sève corrosive du mancenillier (épisode Les fleurs du mal).